# Havre (Stadt)
Havre ist eine amerikanische Stadt im Hill County im US-Bundesstaat Montana. Sie hat rund 10.000 Einwohner und ist Sitz einer Countyverwaltung (County Seat).
Die achtgrößte Stadt Montanas liegt rund 45 Meilen von der kanadischen Grenze entfernt. Gegründet wurde Havre, dessen Name von der französischen Stadt Le Havre abstammt, 1893 von James J. Hill an der Bahnstrecke Spokane–Minneapolis/Saint Paul.

## Söhne und Töchter der Stadt
- Theodore V. Buttrey, Jr. (1929–2018), Klassischer Philologe und Numismatiker
- Karan Armstrong (1941–2021), Opernsängerin und Sopranistin
- Philip Aaberg (* 1949), Pianist und Komponist
- Wanda Jewell (* 1954), Sportschützin
- Brian Schweitzer (* 1955), demokratischer Politiker, Gouverneur von Montana
- Jon Tester (* 1956), demokratischer Politiker, Mitglied im US-Senat
- Jeff Ament (* 1963), Bassist der Rockband Pearl Jam